# Puntas de Cinco Sauces
Punta de Cinco Sauces es una localidad uruguaya del departamento de Tacuarembó.

## Ubicación
La localidad se encuentra situada en la zona este del departamento de Tacuarembó, sobre la cuchilla de Pereira, junto a las nacientes del arroyo Bañado de los Cinco Sauces. Dista 120 km de la capital departamental Tacuarembó y 29 km de la localidad de Las Toscas de Caraguatá. Posee accesos por camino vecinal desde la ruta 26 a la altura de los km 326 y 344.

## Población
Según el censo del año 2011 la localidad contaba con una población de 51 habitantes.
| --            | 48 | 51 |
| (Fuente: INE) |    |    |